# Livingston, Alabama
Livingston là một thành phố thuộc quận Sumter, tiểu bang Alabama, Hoa Kỳ. Dân số năm 2009 là 2881 người, mật độ đạt 156 người/km².